# Liechtenstein nos Jogos Olímpicos de Verão de 1960
Liechtenstein participou dos Jogos Olímpicos de Verão de 1960 na cidade de Roma, na Itália. Nessa edição dos jogos o país não teve medalhistas.